# Nusa Penida
Nusa Penida (Balinese:ᬦᬸᬲᬧᭂᬦᬶᬤ, Nusapĕnida; indonesiano: Pulau Nusa Penida) è un'isola di Bali, situata a sud-est di quest'ultima, in Indonesia. Fa parte delle Piccole Isole della Sonda, mentre amministrativamente fa parte della Reggenza di Klungkung.

## Geografia
L'isola ha una superficie di circa 203 km², con una lunghezza di circa 20 km e una larghezza di 12 km. La sua popolazione ammonta a 7 000 abitanti. A nord-ovest di Nusa Penida sorgono due piccole isole: Nusa Lembongan e Nusa Ceningan. Lo Stretto di Badung separa l'isola da Bali.
Nel dicembre 2024 è stata scoperta una colonia di Galaxea astreata, una delle più grandi colonie di coralli al mondo, estesa su un'area di circa 4000 m² di dimensioni 34 m (larghezza), 32 m (lunghezza) e and 5.5 m (altezza).

## Storia
I primi abitanti dell'isola provenivano dalla vicina Bali. L'isola era già utilizzata precedentemente come luogo di esilio per i criminali e le persone indesiderate dal Regno di Klungkung.

## Economia
La maggior parte dei residenti lavorano come agricoltori o pescatori. Il turismo è in crescita, soprattutto per quanto riguarda gli amanti di snorkeling e immersioni subacquee.
Nusa Penida è una località turistica dallo sviluppo recente, a differenza della vicina Lembongan.